# Sebastian Dahm
Sebastian Dahm (Copenaghen, 28 febbraio 1987) è un hockeista su ghiaccio danese.